# Xã Madison, Quận Armstrong, Pennsylvania
Xã Madison (tiếng Anh: Madison Township) là một xã thuộc quận Armstrong, tiểu bang Pennsylvania, Hoa Kỳ. Năm 2010, dân số của xã này là 820 người.